# Porcelanka

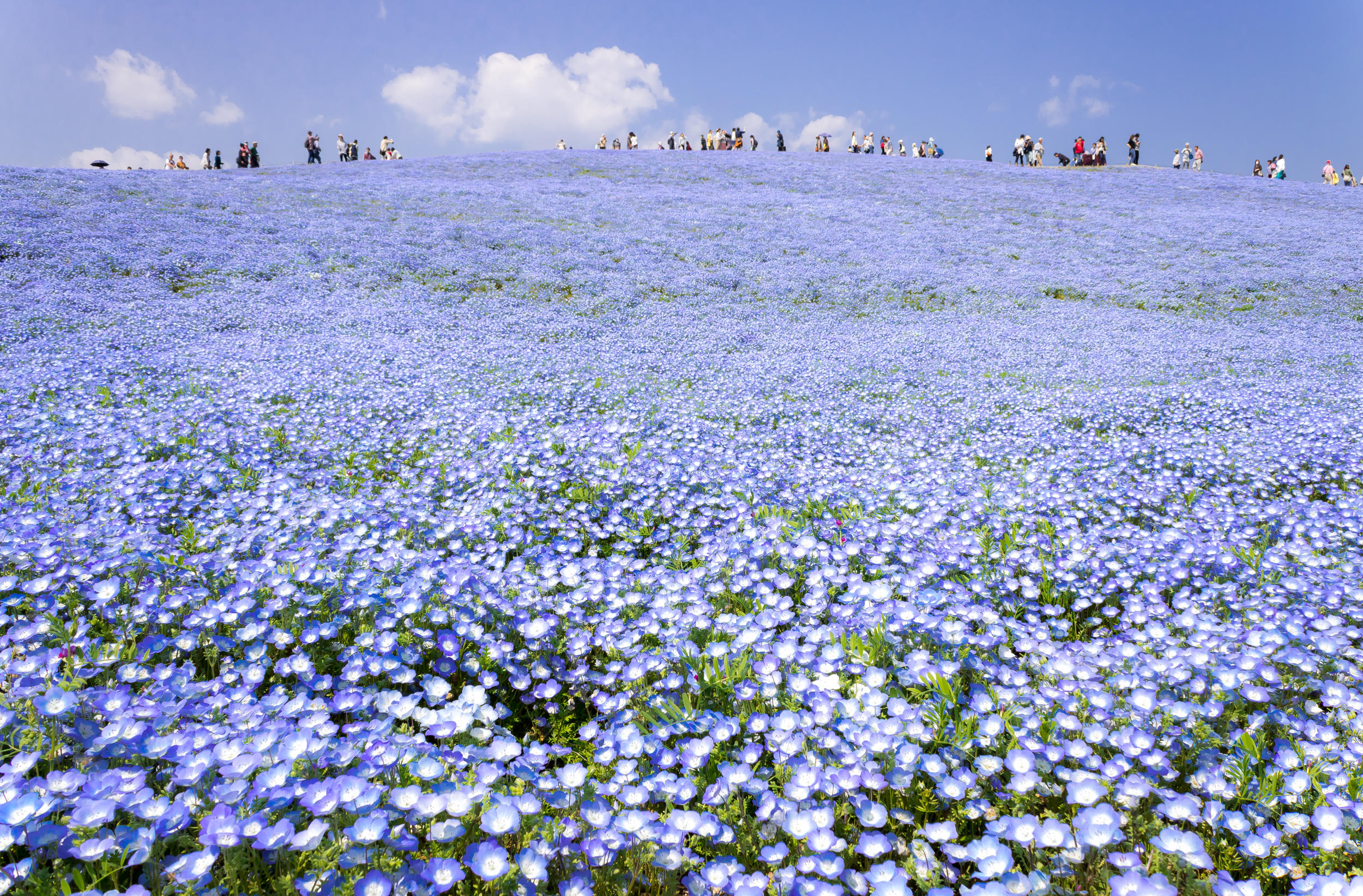
Łan Nemophila menziesii w parku w japońskim mieście Hitachinaka

Porcelanka, nemofila (Nemophila) – rodzaj roślin należący do rodziny faceliowatych (Hydrophyllaceae). Obejmuje 13 do 19 gatunków. Rośliny te występują najczęściej w zaroślach i widnych lasach Ameryki Północnej, zwłaszcza w Kalifornii, gdzie spotkać można 8 gatunków (pozostałe rosną dalej na północ). Niektóre z porcelanek uprawiane są jako jednoroczne, szybko rosnące rośliny ozdobne, przy czym najbardziej popularna w uprawie jest porcelanka Menziesa, zwana także błękitną. Walorem są jasne, szeroko rozpostarte kwiaty.

## Morfologia
PokrójRośliny jednoroczne osiągające do 20 cm wysokości, zwykle o pędach ścielących się i podnoszących się na końcach.
LiścieNaprzeciwległe, pierzasto klapowane lub podzielone.
KwiatyO średnicy do ok. 1 cm, koloru niebieskiego, fioletowego, białego lub czarniawego, czasem z plamkami. Działek kielicha jest 5, zrośniętych tylko u nasady, z rozpostartymi przydatkami. Płatki korony także w liczbie 5 zrośnięte są u nasady w krótką, szeroką rurkę, poza tym szeroko rozpostarte, z zaokrąglonymi łatkami. Pręciki w liczbie 5, równej długości, zwykle dłuższe od rurki korony, ich nitki są owłosione, pylniki także są wydłużone. Zalążnia górna, dwukomorowa, z pojedynczą szyjką słupka podobnie długą jak pręciki.
OwoceTorebki zawierające od jednego do 20 siateczkowatych na powierzchni lub dziobatych nasion.

## Systematyka
Rodzaj z rodziny faceliowatych Hydrophyllaceae, ewentualnie w zależności od ujęcia jej pozycji systematycznej – z podrodziny Hydrophylloideae w obrębie rodziny ogórecznikowatych Boraginaceae.
Wykaz gatunków
- Nemophila aphylla (L.) Brummitt
- Nemophila breviflora A. Gray
- Nemophila heterophylla Fisch. & C.A. Mey.
- Nemophila kirtleyi L.F. Hend.
- Nemophila maculata Benth. ex Lindl. – porcelanka plamista
- Nemophila menziesii Hook. & Arn. – porcelanka Menziesa, p. błękitna
- Nemophila microcalyx (Nutt.) Fisch. & C.A. Mey.
- Nemophila parviflora Douglas ex Benth.
- Nemophila pedunculata Douglas ex Benth.
- Nemophila phacelioides Nutt.
- Nemophila pulchella Eastw.
- Nemophila spatulata Coville
- Nemophila triloba Thieret

## Zastosowanie i uprawa
Rośliny zalecane są do sadzenia na rabatach, w kwietnikach oraz w skrzynkach balkonowych. Polecane są zwłaszcza w te miejsca ogrodów, gdzie rosną cebulowe rośliny wiosenne – szybko rozwijające się kobierce porcelanek pozwalają zakryć obumierające liście roślin wchodzących w tym czasie w okres spoczynku. 
Porcelanki najlepiej rosną w miejscach nasłonecznionych lub w półcieniu, na podłożu przepuszczalnym i wilgotnym. Regularne nawadnianie pozwala wydłużyć kwitnienie. Na glebach słabo przepuszczalnych, duża wilgotność powoduje jednak szybkie zamieranie roślin. Rośliny rozmnaża się z nasion wysiewanych do gruntu jesienią lub w marcu i kwietniu. Siewki wymagają ochrony przed ewentualnymi mrozami. Dwukrotny wysiew w odstępie dwóch tygodni pozwala uzyskać rośliny wchodzące w pełnię kwitnienia w różnym czasie i przez to wydłużyć kwitnienie. Można je też powtórzyć, skracając rośliny o połowę w końcu kwitnienia.
Ze względu na kruchość pędów rośliny nie powinny być narażone na silne wiatry i wydeptywanie (nie nadają się na obwódki ścieżek). Problemy w uprawie mogą sprawiać też mszyce.